# Stemma del Marocco
Lo stemma del Marocco è stato introdotto il 14 agosto 1957.

## Descrizione
Mostra un pentagramma verde su sfondo rosso, sul quale si staglia un sole che tramonta (maghreb). La corona reale è posta sopra lo scudo, mentre due leoni ai suoi lati lo sostengono. Nel nastro in basso vi è una citazione tratta dal Corano (versetto 7, Sūra 47) che recita: إن تنصروا الله ينصركم (in italiano: Se si glorifica Dio, egli vi glorificherà).

## Stemmi storici

Stendardo dei Mori (1212)
Merinidi (1244–1465)
Provincia di Ifni
Sultanato alawita (1912)
Protettorati spagnolo e francese in Marocco (1912-1956)
Repubblica del Rif